# Mistrzostwa Ameryki i Pacyfiku w Saneczkarstwie 2024
13. Mistrzostwa Ameryki i Pacyfiku w saneczkarstwie 2024 odbyły się w ramach zawodów Pucharu Świata w dniach 15-16 grudnia 2023 w kanadyjskim Whistler. Zawodnicy rywalizowali w czterech konkurencjach: jedynkach kobiet, jedynkach mężczyzn, dwójkach mężczyzn i po raz drugi w dwójkach kobiet.

## Terminarz i medaliści
| Data            | Konkurencja      | Złoto                                             | Srebro                                                 | Brąz                                              |
| --------------- | ---------------- | ------------------------------------------------- | ------------------------------------------------------ | ------------------------------------------------- |
| 15 grudnia 2023 | Jedynki kobiet   | Emily Sweeney                                     | Ashley Farquharson                                     | Embyr-Lee Susko                                   |
| 16 grudnia 2023 | Jedynki mężczyzn | Tucker West                                       | Jonathan Eric Gustafson                                | Alexander Michael Ferlazzo                        |
| 16 grudnia 2023 | Dwójki kobiet    | Stany Zjednoczone Chevonne Forgan · Sophia Kirkby | Stany Zjednoczone Maya Chan · Reannyn Weiler           | Kanada Embyr-Lee Susko · Beattie Podulsky         |
| 16 grudnia 2023 | Dwójki mężczyzn  | Kanada Devin Wardrope · Cole Anthony Zajanski     | Stany Zjednoczone Zachary Di Gregorio · Sean Hollander | Stany Zjednoczone Marcus Mueller · Ansel Haugsjaa |

## Klasyfikacja medalowa
| Miejsce | Państwo           | złoto | srebro | brąz | Razem |
| ------- | ----------------- | ----- | ------ | ---- | ----- |
| 1.      | Stany Zjednoczone | 3     | 4      | 1    | 8     |
| 2.      | Kanada            | 1     | 0      | 2    | 3     |
| 3.      | Australia         | 0     | 0      | 1    | 1     |